# 迪爾斯堡 (伊利諾伊州)
迪爾斯堡（英語：Dillsburg）是位於美國伊利諾伊州尚佩恩縣的一個非建制地區。該地的面積和人口皆未知。

## 地理
迪爾斯堡的座標為40°18′59″N 88°04′46″W / 40.31639°N 88.07944°W，而該地的平均海拔高度為224米（即735英尺）。